# Kornelia z Afryki
Kornelia z Afryki – święta Kościoła katolickiego, wymieniana przez Martyrologium Romanum jako męczennica, wspominana w kalendarzu liturgicznym dnia 31 marca.
Bardzo mało wiadomo o życiu Kornelii. Nieznane są daty jej narodzin i śmierci. Wiadomo tylko, że Kornelia żyła w okresie Cesarstwa Rzymskiego w Afryce Północnej i tam zginęła.